# Чарівна ти (роман)
Чарі́вна́ ти — роман Чака Поланіка, виданий у жовтні 2014 року в США; український переклад презентовано в червні 2015 року видавництвом «Клуб сімейного дозвілля».

## Зміст
Історія розгортається навколо молодої дівчини Пенні Харріґан, яка приїхала з Небраски до Нью-Йорку вибудовувати кар'єру у великій транснаціональній компанії. Зупинившись на одній зі сходинок власного корпоративного сходження Пенні не може вирішити, який шлях обрати далі. Раптово у її життя вривається Лінус Максвел, дослідник жіночих бажань та насолоди, який проводить розробки та дослідження сексуальних іграшок. Максвел ставить собі на меті «захопити весь світ» завдяки жіночій насолоді й розпочинає свій шлях з Пенні.
Ця сатирична історія сколихнула у США хвилю жіночого обурення та невдоволення, оскільки Паланік, мабуть свідомо, не змінюючи своїм письменницьким принципам весь роман підкреслює не здатність жінок протистояти власним бажанням.

## Відгуки
«Гонитва за жіночими втіхами у романі настільки захоплююча, що місце для критики тут не зовсім доречне. Як завжди у Поланіка витончений сатиричний гумор й нестандартні пригоди затягують у полон читання з першої сторінки…»
 Washington Post.